# Louisburg (Missouri)
Louisburg é uma vila localizada no estado americano de Missouri, no Condado de Dallas.

## Demografia
Segundo o censo americano de 2000, a sua população era de 147 habitantes.
Em 2006, foi estimada uma população de 155, um aumento de 8 (5.4%).

## Geografia
De acordo com o United States Census Bureau tem uma área de
1,2 km², dos quais 1,2 km² cobertos por terra e 0,0 km² cobertos por água.

## Localidades na vizinhança
O diagrama seguinte representa as localidades num raio de 28 km ao redor de Louisburg.